# Tulos
Tulos (russisch Тулос; finnisch Tuulijärvi) ist ein See in der Republik Karelien in Nordwestrussland unweit der finnischen Grenze.
Der See hat eine Fläche von 95,7 km².
Die Küsten sind sehr stark zerschnitten. Es gibt 141 Inseln mit einer Gesamtfläche von 10,9 km². Das Einzugsgebiet umfasst 832 km². Am Nordufer des Sees befindet sich die kleine Siedlung Tulos (russisch Тулос). Den Abfluss des Tulos bildet der Tuulijoki (russisch Тула, Tula), ein rechter Nebenfluss des Lieksanjoki.
Folgende Fischarten kommen im See vor: Forelle, Äsche, Coregonus, Kleine Maräne, Flussbarsch, Rutilus, Hecht, Hasel, Kaulbarsch, Ukelei und Groppe.